# 国际信息学奥林匹克竞赛
国际信息学奥林匹克竞赛（英語：International Olympiad in Informatics，縮寫：IOI），是面向中学生一年一度的資訊学科竞赛。第一届國際信息学奥林匹克竞赛于1989年在保加利亚的布拉维茨举行。
這項競賽包含兩天的電腦程式設計，主要编程语言以C++為主，解决各类算法问题。選手以個人為單位，每個國家最多可選派4名選手參加（2016年共有83个国家参赛）。参赛选手从各国相应计算机竞赛中选拔。

## 竞赛规则

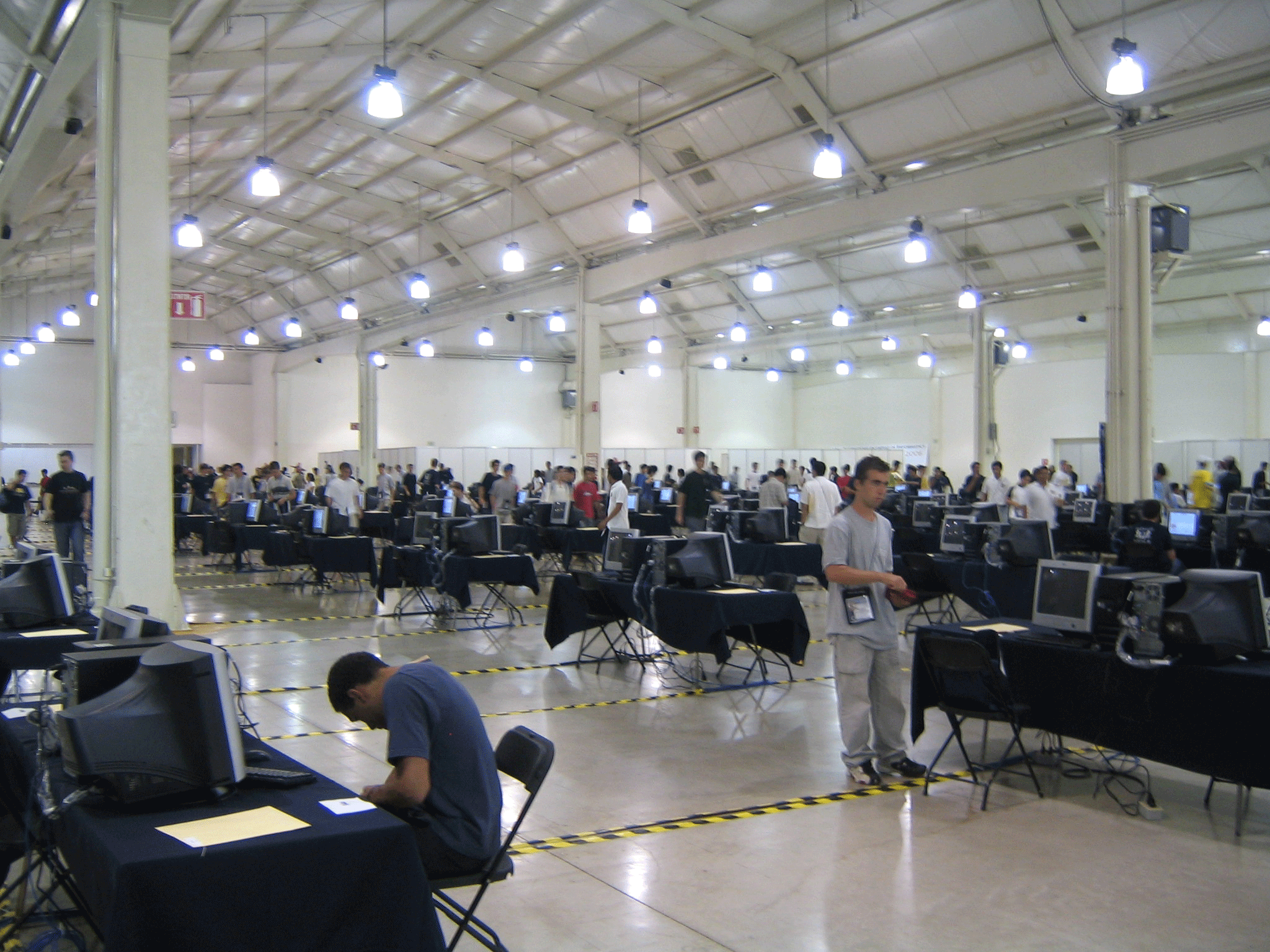
IOI 2006的比赛现场

在两天的比赛日中，一般来说参赛选手每一天都需要在5小时内在一台计算机的帮助下独立解决3道题目。比赛中不允许任何形式的交流或是查阅参考资料。通常，参赛选手都要为每一道题目编写一个程序（编程语言为C、C++或是Pascal）并在比赛结束之前提交。随后大赛的主办方将采用若干组测试数据对程序进行测试。这些测试数据被分作若干个子任务，选手只有通过某个子任务中所有的测试点才能获得对应的分数。如果根据给定的某一组输入数据，程序可以在限定的内存空间和时间内正确的得到输出结果，那么该名选手即获得这一组数据的相应分数。
每名参赛选手的各题得分之和即为总得分。在颁奖仪式上，参赛选手将根据他们的得分获得相应的奖项。排名前50%的参赛选手（平均每个国家2名）将获得奖牌。获得金、银、铜牌和未获奖牌人数之比约为1:2:3:6。
与其他学科的奥林匹克竞赛不同，國際信息学奥林匹克竞赛章程严格禁止对参赛国家的排名，但是每场比赛之后仍然会有不少非官方的排名出现。

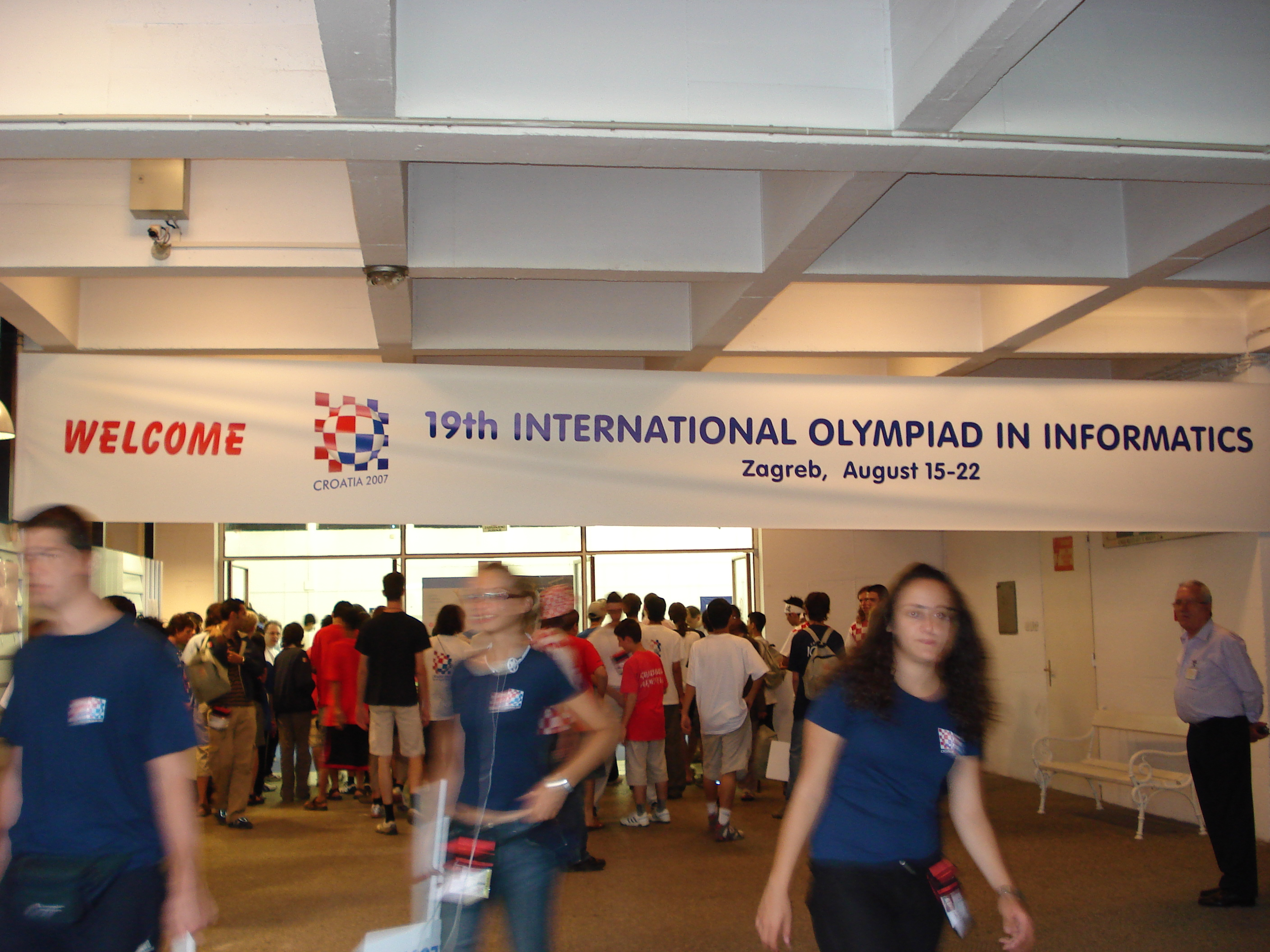
IOI 2007的比赛场馆

## 历届比赛地点和网站链接
- IOI 2029即將於2029年在保加利亚舉行。
- IOI 2028即將於2028年在日本舉行。
- IOI 2027即將於2027年在德国舉行。
- IOI 2026即將於2026年在乌兹别克斯坦舉行。
- IOI 2025即將於2025年在玻利維亞舉行。
- IOI 2024已于2024年9月1日—9月8日在埃及的亚历山大港舉行。
- IOI 2023已于2023年8月28日—9月4日在匈牙利的塞格德举行。網站（页面存档备份，存于） （比賽結果（页面存档备份，存于））
- IOI 2022已於2022年8月7日—8月15日在印尼的日惹舉行。網站（页面存档备份，存于） （比賽結果（页面存档备份，存于））
- IOI 2021與2020年相同，因COVID-19疫情，改為線上賽。
- IOI 2020因COVID-19疫情，原定於2020年在新加坡舉行，改為線上賽。
- IOI 2019已於2019年8月4日—8月11日在亞塞拜然的巴庫舉行。網站（页面存档备份，存于）（比賽結果（页面存档备份，存于）)
- IOI 2018已於2018年9月1日—9月8日在日本的筑波舉行。網站（页面存档备份，存于）（比賽結果)
- IOI 2017已於2017年7月28日—8月4日在伊朗的德黑蘭舉行。網站（页面存档备份，存于）(比賽結果（页面存档备份，存于）)
- IOI 2016已於2016年8月12日—8月19日在俄羅斯的喀山舉行。网站 (比賽結果（页面存档备份，存于）)
- IOI 2015已於2015年7月26日—8月2日在哈薩克斯坦的阿拉木圖舉行。网站 (比賽結果（页面存档备份，存于）)
- IOI 2014已於2014年7月13日—7月20日在臺灣的臺北市舉行。网站(比賽結果（页面存档备份，存于）)
- IOI 2013已於2013年7月6日—7月13日在澳大利亞的布里斯班舉行。网站（页面存档备份，存于）（比赛结果（页面存档备份，存于））
- IOI 2012已於2012年9月23日—9月30日在意大利的米兰举行。网站（页面存档备份，存于）（比赛结果（页面存档备份，存于））
- IOI 2011已於2011年7月22日—7月29日在泰国的芭达亚举行。网站（比赛结果）
- IOI 2010已於2010年8月14日—8月21日在加拿大的滑铁卢举行。网站（页面存档备份，存于）（比赛结果（页面存档备份，存于））
- IOI 2009已於2009年8月8日—8月14日在保加利亚的普罗夫迪夫举行。网站（比赛结果（页面存档备份，存于））
- IOI 2008已於2008年8月16日—8月23日在埃及的開羅举行。网站（页面存档备份，存于）(比赛结果（页面存档备份，存于）)
- IOI 2007已於2007年8月15日—8月22日在克羅埃西亞的札格拉布举行。网站（页面存档备份，存于）（比赛结果（页面存档备份，存于））
- IOI 2006已於2006年8月13日—8月20日在墨西哥的梅里达举行。(比赛结果（页面存档备份，存于）)
- IOI 2005已於2005年8月17日—8月25日在波兰的新松奇举行。网站（比赛结果（页面存档备份，存于））
- IOI 2004已於2004年9月11日—9月18日在希腊的雅典举行。网站（比赛结果（页面存档备份，存于））
- IOI 2003已於2003年8月16日—8月23日在美国的威斯康星举行。 网站（比赛结果（页面存档备份，存于））
- IOI 2002已於2002年8月18日—8月25日在韩国京畿道的龍仁举行。网站（页面存档备份，存于）(比赛结果（页面存档备份，存于）)
- IOI 2001已於2001年7月14日—7月21日在芬兰的坦佩雷举行。网站(比赛结果（页面存档备份，存于）)
- IOI 2000已於2000年9月23日—9月30日在中国大陆的北京举行。网站(比赛结果（页面存档备份，存于）)
- IOI 1999已於1999年9月9日—9月16日在土耳其的安塔利亚举行。网站(比赛结果（页面存档备份，存于）)
- IOI 1998已於1998年9月5日—9月12日在葡萄牙的塞图巴尔举行。(比赛结果（页面存档备份，存于）)
- IOI 1997已於1997年11月30日—12月7日在南非的開普敦举行。(比赛结果（页面存档备份，存于）)
- IOI 1996已於1996年7月25日—8月2日在匈牙利的维斯普雷姆举行。网站（页面存档备份，存于）(比赛结果（页面存档备份，存于）)
- IOI 1995已於1995年6月26日—7月3日在荷兰的埃因霍温举行。网站（页面存档备份，存于）(比赛结果（页面存档备份，存于）)
- IOI 1994已於1994年7月3日—7月10日在瑞典的哈寧厄市举行。(比赛结果（页面存档备份，存于）)
- IOI 1993已於1993年10月16日—10月25日在阿根廷的门多萨举行。网站(比赛结果（页面存档备份，存于）)
- IOI 1992已於1992年7月11日—7月21日在德国的波恩举行。(比赛结果（页面存档备份，存于）)
- IOI 1991已於1991年5月19日—5月25日在希腊的雅典举行。(比赛结果（页面存档备份，存于）)
- IOI 1990已於1990年7月15日—7月21日在前苏联白俄羅斯的明斯克举行。(比赛结果（页面存档备份，存于）)
- IOI 1989已於1989年5月16日—5月19日在保加利亚的普拉韋茨举行。(比赛结果（页面存档备份，存于）)

## 懲罰措施
因應入侵烏克蘭事件，來自俄羅斯和白羅斯的學生，從IOI 2022開始只能以個人身份用IOI會旗參賽，不得以國家代表隊參賽。他們在IOI 2022僅准在線上作賽，不過自IOI 2023起可以回到會場比賽。
因應以色列入侵加沙，造成嚴重人道危機事件，來自以色列的學生，從IOI 2025開始只能以個人身分用IOI會旗參賽，不得以國家代表隊參賽。這項制裁在IOI大會獲得超過三分之二的代表隊投票贊成。

## 奖牌表
| 排名                      | 国家 / 地区               | 金牌 | 銀牌 | 銅牌 | 总计 |
| ------------------------- | ------------------------- | ---- | ---- | ---- | ---- |
| 1                         | 中國（CHN）               | 92   | 27   | 12   | 131  |
| 2                         | 俄羅斯（RUS）             | 68   | 40   | 12   | 120  |
| 3                         | 美国（USA）               | 58   | 37   | 16   | 111  |
| 4                         | （KOR）                   | 44   | 43   | 28   | 115  |
| 5                         | 波蘭（POL）               | 41   | 46   | 32   | 119  |
| 6                         | 羅馬尼亞（ROM）           | 32   | 53   | 34   | 119  |
| 7                         | 伊朗（IRN）               | 28   | 61   | 23   | 112  |
| 8                         | 保加利亚（BUL）           | 27   | 49   | 39   | 115  |
| 9                         | 日本（JPN）               | 27   | 28   | 10   | 65   |
| 10                        | 斯洛伐克（SVK）           | 25   | 43   | 34   | 102  |
| 总计（共10个国家 / 地区） | 总计（共10个国家 / 地区） | 442  | 427  | 240  | 1109 |

## 歷屆得獎者
這是一份歷屆最優秀得獎者的名單。*號代表滿分，這在国际信息学奥林匹克中是十分罕見的。另外，金獎中的第一名，第二名和第三名也有標示。 這份名單只包含那些容許選拔後的國家隊成員多次參與国际信息学奥林匹克的國家。
| 名字                    | 國家                              | 年份               | 年份               | 年份              | 年份              | 年份    | 年份    | 年份    |
| ----------------------- | --------------------------------- | ------------------ | ------------------ | ----------------- | ----------------- | ------- | ------- | ------- |
| Генадзь Караткевіч      | 白俄羅斯                          | 金（第二名） 2012  | 金*（第一名） 2011 | 金（第一名） 2010 | 金（第一名） 2009 | 金 2008 | 金 2007 | 銀 2006 |
| Zixiang Zhou            | 加拿大                            | 金 2022            | 金 2021            | 金 2020           | 金（第三名） 2019 | 銀 2018 |         |         |
| Hristo Venev            | 保加利亞                          | 金 2016            | 金 2015            | 金 2014           | 金 2013           | 銀 2012 |         |         |
| Filip Wolski            | 波蘭                              | 金（第一名） 2006  | 金 2005            | 金 2004           | 金 2003           |         |         |         |
| Rumen Hristov           | 保加利亞                          | 金 2012            | 金 2011            | 金(第二名) 2010   | 銀 2009           | 銀 2008 |         |         |
| Martin Pettai           | 愛沙尼亞                          | 金 2002            | 金 2001            | 金 2000           | 銀 1999           |         |         |         |
| Andrzej Gąsienica-Samek | 波蘭                              | 金 1999            | 金 1998            | 金 1997           | 銀 1996           |         |         |         |
| Владимир Мартинов       | 俄羅斯                            | 金 1999            | 金*（第一名） 1998 | 金（第一名） 1997 |                   |         |         |         |
| Martin Mareš            | 捷克                              | 金 1995            | 金 1994            | 金 1993           |                   |         |         |         |
| John Pardon             | 美國                              | 金 2007            | 金 2006            | 金 2005           |                   |         |         |         |
| Marcin Andrychowicz     | 波蘭                              | 金 2008            | 金 2007            | 金 2006           |                   |         |         |         |
| Neal Wu                 | 美國                              | 金 2010            | 金 2009            | 金 2008           |                   |         |         |         |
| Alex Schwendner         | 美國                              | 金 2005            | 金 2003            | 銀 2004           | 銀 2002           |         |         |         |
| Wolfgang Thaller        | 奧地利                            | 金 1997            | 金 1996            | 銀 1999           | 銀 1998           |         |         |         |
| Bruce Merry             | 南非                              | 金 2001            | 金 2000            | 銀 1999           | 銅 1998           | 銅 1997 | 銅 1996 |         |
| Goran Žužić             | 克羅埃西亞                        | 金 2008            | 金 2007            | 銀 2009           | 銅 2006           |         |         |         |
| Виктор Баргачев         | 俄羅斯                            | 金（第一名） 1995  | 金（第一名） 1994  | 銀 1993           |                   |         |         |         |
| Mihai Pătrașcu          | 羅馬尼亞                          | 金（第二名） 2001  | 金 2000            | 銀 1999           |                   |         |         |         |
| Роман Пастоков          | 俄羅斯                            | 金 2000            | 金（第二名） 1999  | 銀 2001           |                   |         |         |         |
| Piotr Zieliński         | 波蘭                              | 金 1997            | 金（第三名） 1996  | 銀 1995           |                   |         |         |         |
| Miroslav Dudík          | 斯洛伐克                          | 金 1997            | 金 1996            | 銀 1995           |                   |         |         |         |
| Richard Královič        | 斯洛伐克                          | 金 1999            | 金 1998            | 銀 1997           |                   |         |         |         |
| Tomasz Czajka           | 波蘭（1998, 2000）， 英國（1999） | 金 2000            | 金 1999            | 銀 1998           |                   |         |         |         |
| Пётр Митричев           | 俄羅斯                            | 金 2002            | 金 2000            | 銀 2001           |                   |         |         |         |
| Luka Kalinovčić         | 克羅埃西亞                        | 金 2004            | 金 2003            | 銀 2002           |                   |         |         |         |
| Rostislav Rumenov       | 保加利亞                          | 金 2007            | 金 2006            | 銀 2005           |                   |         |         |         |
| Владислав Епифанов      | 俄羅斯                            | 金 2008            | 金 2007            | 銀 2009           |                   |         |         |         |
| Cosmin Gheorghe         | 羅馬尼亞                          | 金 2009            | 金 2008            | 銀 2007           |                   |         |         |         |
| Pasin Manurangsi        | 泰國                              | 金 2011            | 金 2010            | 銀 2009           |                   |         |         |         |
| Wenyu Cao               | 美國                              | 金 2011            | 金 2010            | 銀 2009           |                   |         |         |         |
| Tzvetomir Petrov        | 保加利亞                          | 金（第一名） 1990  | 金 1993            | 銅 1991           |                   |         |         |         |
| David Arthur            | 加拿大                            | 金（第二名） 2000  | 金 1999            | 銅 1998           |                   |         |         |         |
| Janis Sermulins         | 拉脫維亞                          | 金 1999            | 金（第二名） 1997  | 銅 1998           |                   |         |         |         |
| Teodor Tonchev          | 保加利亞                          | 金（第一名） 1989  | 金（第三名） 1990  |                   |                   |         |         |         |
| 村井翔悟                | 日本                              | 金 2010            | 金 2012            | 金 2011           |                   |         |         |         |
| 陈宏亮                  | 中國                              | 金（第二名） 2000  | 金（第一名） 1999  |                   |                   |         |         |         |
| 胡伟栋                  | 中國                              | 金*（第一名） 2005 | 金（第二名） 2004  |                   |                   |         |         |         |
| Johnny Ho               | 美國                              | 金*（第一名） 2012 | 金 2011            |                   |                   |         |         |         |
| Reid Barton             | 美國                              | 金（第一名） 2001  | 金 2000            |                   |                   |         |         |         |
| 保坂和宏                | 日本                              | 金（第二名） 2009  | 金 2008            |                   |                   |         |         |         |
| Velin Tzanov            | 保加利亞                          | 金（第三名） 2002  | 金 2001            |                   |                   |         |         |         |